# Lista över Nordkoreas utrikesministrar

## Utrikesministrar
| Namn | Namn                        | Ämbetsperiod                    | Politisk tillhörighet                       |
| ---- | --------------------------- | ------------------------------- | ------------------------------------------- |
|      | Pak Hon Jong                | 1948 – 1953                     | Nordkoreas arbetarparti Koreas arbetarparti |
|      | Nam Il                      | 1953 – 1959                     | Koreas arbetarparti                         |
|      | Pak Song Chol               | 1959 – 1970                     | Koreas arbetarparti                         |
|      | Ho Dam                      | 1970 – 1983                     | Koreas arbetarparti                         |
|      | Kim Yong Nam                | 1983 – 1998                     | Koreas arbetarparti                         |
|      | Paek Nam-sun                | 1998 – 2 januari 2007 (avliden) | Koreas arbetarparti                         |
|      | Kang Sok-ju (tillförordnad) | 2 januari 2007 – 18 maj 2007    | Koreas arbetarparti                         |
|      | Pak Ui-chun                 | 18 maj 2007 – 2014              | Koreas arbetarparti                         |
|      | Ri Su-yong                  | 2014 – 2016                     | Koreas arbetarparti                         |
|      | Ri Yong-ho                  | 2016 – sittande                 | Koreas arbetarparti                         |